# Grand Prix automobile d'Émilie-Romagne
Le Grand Prix automobile d'Émilie-Romagne est une épreuve automobile comptant pour le championnat du monde de Formule 1 disputée, en 2020 et 2021, sur l'Autodromo Enzo e Dino Ferrari. Il apparait aussi au calendrier de la saison 2022 en remplacement du Grand Prix de Chine. La Formule 1 annonce le 7 mars 2022 que ce Grand Prix restera au calendrier au moins jusqu'en 2025.

## Historique
La pandémie de Covid-19 ayant totalement chamboulé le calendrier de la saison 2020, la Formule 1 dispute une troisième course en Italie après les Grands Prix d'Italie et de Toscane. Le nom du Grand Prix vient de la région (commanditaire principal de l'épreuve) où est situé le circuit d'Imola qui n'avait plus été utilisé dans le championnat depuis 2006 où il était depuis 1981 l’hôte du Grand Prix de Saint-Marin. Le Grand Prix d'Émilie-Romagne à Imola est retenu pour une deuxième édition en 2021, où il est placé en deuxième manche du championnat. 
Le 12 octobre 2021, le Grand Prix de Chine, prévu en quatrième manche du championnat 2022 est annulé pour la troisième année consécutive en raison des mesures sanitaires trop strictes liées à la pandémie de Covid-19 en Chine. Il est remplacé par le troisième Grand Prix d'Émilie-Romagne à la même date du 24 avril. En mars 2022, la Formule 1 prolonge le contrat avec le circuit d'Imola et le Grand Prix romagnol, jusqu'en 2025, ce qui entraîne au moins jusqu'à cette date l'organisation chaque saison de deux courses en Italie, avec le Grand Prix d'Italie à Monza.
L'édition 2023 est annulée en raison des inondations frappant l'Émilie-Romagne.

## Record de la piste
- Valtteri Bottas : 1 min 13 s 609 (2020, Mercedes)

## Palmarès

### Par année
| Année | Vainqueur                                                  | Écurie                                                     | Circuit                                                    | Résultats |
| ----- | ---------------------------------------------------------- | ---------------------------------------------------------- | ---------------------------------------------------------- | --------- |
| 2020  | Lewis Hamilton                                             | Mercedes                                                   | Imola                                                      | Résultats |
| 2021  | Max Verstappen                                             | Red Bull-Honda                                             | Imola                                                      | Résultats |
| 2022  | Max Verstappen                                             | Red Bull                                                   | Imola                                                      | Résultats |
| 2023  | Annulé en raison des inondations frappant l'Émilie-Romagne | Annulé en raison des inondations frappant l'Émilie-Romagne | Annulé en raison des inondations frappant l'Émilie-Romagne | Résultats |
| 2024  | Max Verstappen                                             | Red Bull-Honda RBPT                                        | Imola                                                      | Résultats |
| 2025  | Max Verstappen                                             | Red Bull-Honda RBPT                                        | Imola                                                      | Résultats |

### Par nombre de victoires pilotes
| Nombre de Victoires | Pilote         | Années                 |
| ------------------- | -------------- | ---------------------- |
| 4                   | Max Verstappen | 2021, 2022, 2024, 2025 |
| 1                   | Lewis Hamilton | 2020                   |

### Par nombre de victoires constructeurs
| Nombre de victoires | Écurie          | Années                 |
| ------------------- | --------------- | ---------------------- |
| 4                   | Red Bull Racing | 2021, 2022, 2024, 2025 |
| 1                   | Mercedes        | 2020                   |